# Halmai Imre (színművész, 1913–1997)
Halmai Imre, születési nevén Hirschl Imre Ákos (Budapest, Józsefváros, 1913. március 15. – Chicago, 1997. május 9.) színművész.

## Pályafutása
Hirschl (Halmai) Vilmos (1888–1944) színész, artista és Gerő Margit fiaként született a józsefvárosi Bérkocsis utcában. Már gyerekként is szerepelt filmekben. Magánúton folytatott zenei tanulmányokat, majd a Fővárosi Operettszínház tánckarában állt alkalmazásban. Az 1930-as években a Royal Revü, a Kamara Varieté, a Moulin Rouge színpadán lépett fel. 1936. október 13-án öngyilkosságot kísérelt meg, egy viszonzatlan szerelem miatt megmérgezte magát. A mentők elsősegélyben részesítettek, majd a Glück-szanatóriumba szállították. Másnapra túljutott az életveszélyen. A második világháborúban elvesztette édesapját. A háborút követően az Arizona, a Royal Revü, a Kamara Varieté, a Fővárosi Varieté, az Artista Varieté művésze volt, 1951-ben pedig a Vidám Színpadon játszott, valamint kabaréműsorokat bemutató kávéház színpadain láthatta a közönség. Színpadi jeleneteit mindig a legnagyobb aprólékossággal dolgozta ki. 1953-ban kivándorolt és az egyesült államokbeli Chicagóban telepedett le.

## Filmjei
- Székelyvér (1922)[6]
- Leánybecsület (1923)[7]
- Nemes Rózsa (1943)
- Állami Áruház (1952)
- Fel a fejjel (1954)
- Az élet hídja (1955)
- Dollárpapa (1956)
- A csodacsatár (1956)